# Font dels Cabanyals
La Font dels Cabanyals és una font del terme municipal de Sant Quirze Safaja, a la comarca del Moianès.
Està situada a 567,2 metres d'altitud, a la dreta del Rossinyol, a prop i al nord de la masia de Cabanyals.